# RGS17
Regulator G proteinske signalizacije 17 (RGS17) je protein koji je kod čoveka kodiran  genom.
Ovaj gen kodira člana regulatorne G-proteinske signalne familije. Ovaj protein sadrži konzervirani motiv od 120 aminokiselina koji se naziva RGS domen, i cisteinom bogati region. On prigušuje signalnu aktivnost G-proteina vezivanjem za aktiviranu, GTP-vezanu G alfa podjedinicu i delujući kao aktivirajući protein GTPaze (GAP), čime povišava brzinu GTP konverzije do GDP-a. Ova hidroliza omogućava G alfa podjedinicama da se vežu za G beta/gama heterodimere, formirajući neaktivne G-proteinske heterotrimere, čime se zaustavlja signal. Zajedno sa RGS4, RGS9 i RGS14, RGS17 učestvuje u terminaciji signalizacije mi opioidnog receptora i razvoju tolerancije na opioidne analgetike.

## Literatura
- Gerhard DS; Wagner L; Feingold EA;  . (2004). „The status, quality, and expansion of the NIH full-length cDNA project: the Mammalian Gene Collection (MGC).”. Genome Res. 14 (10B): 2121—7. PMC 528928 . PMID 15489334. doi:10.1101/gr.2596504.
- Mao H; Zhao Q; Daigle M;  . (2004). „RGS17/RGSZ2, a novel regulator of Gi/o, Gz, and Gq signaling.”. J. Biol. Chem. 279 (25): 26314—22. PMID 15096504. doi:10.1074/jbc.M401800200.
- Larminie C; Murdock P; Walhin JP;  . (2004). „Selective expression of regulators of G-protein signaling (RGS) in the human central nervous system.”. Brain Res. Mol. Brain Res. 122 (1): 24—34. PMID 14992813. doi:10.1016/j.molbrainres.2003.11.014.
- Mungall AJ; Palmer SA; Sims SK;  . (2003). „The DNA sequence and analysis of human chromosome 6.”. Nature. 425 (6960): 805—11. PMID 14574404. doi:10.1038/nature02055.
- Fischer T, De Vries L, Meerloo T, Farquhar MG (2003). „Promotion of G alpha i3 subunit down-regulation by GIPN, a putative E3 ubiquitin ligase that interacts with RGS-GAIP.”. Proc. Natl. Acad. Sci. U.S.A. 100 (14): 8270—5. PMC 166218 . PMID 12826607. doi:10.1073/pnas.1432965100.
- Strausberg RL; Feingold EA; Grouse LH;  . (2003). „Generation and initial analysis of more than 15,000 full-length human and mouse cDNA sequences.”. Proc. Natl. Acad. Sci. U.S.A. 99 (26): 16899—903. PMC 139241 . PMID 12477932. doi:10.1073/pnas.242603899.
- Sierra DA; Gilbert DJ; Householder D;  . (2002). „Evolution of the regulators of G-protein signaling multigene family in mouse and human.”. Genomics. 79 (2): 177—85. PMID 11829488. doi:10.1006/geno.2002.6693.